# El Constructor
El periódico El Constructor es un publicación especializada en la construcción y sus negocios que se edita en Argentina desde 1901. De aparición ininterrumpida durante 120 años, es el medio de información de generaciones de constructores argentinos. Distinguido en diferentes oportunidades por la calidad y trayectoria por la Asociación de la Prensa Técnica y Especializada Argentina,  la Dirección Nacional de Vialidad de Argentina. y la Asociación Argentina de Carreteras

## Historia

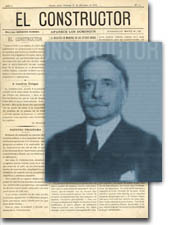
Don Ernesto Sureda, su fundador. En el fondo portada de la 1° edición de 1901

Fundado el 1 de diciembre de 1901 por Ernesto Sureda con el propósito de servir como medio de información técnica y comercial. Luego de más de un siglo de trayectoria ininterrumpida ya ha publicado más de 5000 ediciones, un hecho inédito dentro de las publicaciones especializadas de Argentina y en el mundo.
Palabras del fundador, el día del lanzamiento de la primera edición
"Habiendo de prescindir en absoluto de toda cuestión política u otra cualquiera de las que fácilmente apasionan a los hombres, nuestro programa se reduce a la aspiración de que El Constructor sea útil en todo lo posible a los intereses de los importantes gremios de constructores y demás que se relacionan con la edificación.
Así pues, El Constructor, estudiará los progresos que se realicen tanto en el extranjero como en el país, en los principales artículos de construcción, estudiándolos y analizándolos de acuerdo con los procedimientos científicos y prácticos conocidos.
Otro punto de su especial dedicación será poner en relación los intereses de constructores, industriales y propietarios, informándoles de todo cuanto pueda serles útil a los fines particulares de cada uno.
Y por último hacerse eco de todas las disposiciones legislativas u ordenanzas municipales que tengan algún interés para los gremios antes citados.
Este es, pues, el modesto y sencillo programa de El Constructor".
Buenos Aires 1º Diciembre 1901

## Secciones
Actualidad y noticias empresarias de la construcción • Publicación y análisis de normativas • Llamados y resultados de licitaciones públicas y privadas • Costos de construcción de viviendas • Costos de obras viales • Precios de materiales para obras civiles y viales • Costo de la construcción Indec y CAC • Estadísticas • Artículos técnicos • Información sobre maquinaria vial y equipos pesados • Materiales y nuevas tecnologías • Proyecto y ejecución de obras • Técnicas y procesos mineros • Actividad de los municipios y prestadores de servicios públicos • Artículos sobre gestión, gerenciamiento y capacitación • Consejos y experiencias reales de aplicación de las normas de seguridad e higiene en la construcción • Colaboraciones y opinión de distinguidos profesionales en ingeniería, arquitectura, economía, administración y derecho aplicado al interés de las empresas constructoras

## Ediciones especiales
Se editan cuatro ediciones al año que se destacan por su temática especializada, sus artículos técnicos y por su formato de revista con encuadernación "rotobinder", aptas para coleccionar.
Mayo *DIA DE LA MINERIA: Construcción y minería
Octubre *DIA DEL CAMINO: Toda la vialidad
Noviembre *DIA DE LA CONSTRUCCION: Balance anual
Diciembre *ANUARIO: Proyección para el año siguiente